# Boulevard Bio
Boulevard Bio war eine von Alfred Biolek im öffentlich-rechtlichen Fernsehen (ARD) moderierte Talkshow, in der Gäste zu bestimmten Themen eingeladen wurden. Die Sendung lief ab dem 7. August 1991 zwölf Jahre lang. Insgesamt wurde sie 485 Mal ausgestrahlt.

## Konzept und Gäste
Die Konzeption des Szenenbildes – in einem ehemaligen Ballett-Probensaal aufgebaut – stammte von dem Bühnenbildner Dieter Flimm. Sie bestand zunächst aus Korbstühlen und einem Ledersofa. Später empfing Biolek seine Gäste mit Holzstühlen und Beistelltischen. Zur Studiodekoration gehörten auch ein wöchentlich wechselnder Blumenstrauß und ein abseits stehendes Klavier (das von einigen Gästen benutzt wurde). Nach der Sommerpause 1994 gehörte zur Requisite ein Bild von Keith Haring (links an der Wand neben dem Klavier). In Bioleks Moderationsstuhl war eine Räuspertaste eingebaut.
Die Gäste erzählten der Reihe nach sehr frei von sich. Da Biolek seit den 1970er Jahren für seine interessierte und einfühlsame Art des Zuhörens bekannt war, fiel es vielen Gästen leicht, sich in der am selben Abend aufgezeichneten Sendung zu öffnen. Beispielsweise gelang es Biolek, den von einer Krebserkrankung genesenen Schauspieler Michael Lesch von der Krankheit berichten zu lassen. Die Sendung sahen bis zu zweieinhalb Millionen Zuschauer pro Folge.
Im September 1996 war Bundeskanzler Helmut Kohl zu Gast. 
Durch Bioleks einfühlsame, niemals bloßstellende Gesprächsführung gelang es auch, internationale Berühmtheiten aus Showbusiness, Politik und Sport für die Sendung zu gewinnen. Genauso bot die Sendung jedoch auch Raum für unbekannte Menschen, die eine interessante Geschichte zu erzählen hatten.